# Raon-lès-Leau
Raon-lès-Leau – miejscowość i gmina we Francji, w regionie Grand Est, w departamencie Meurthe i Mozela.
Według danych na rok 1990 gminę zamieszkiwały 24 osoby, a gęstość zaludnienia wynosiła 18 osób/km² (wśród 2335 gmin Lotaryngii Raon-lès-Leau plasuje się na 1021. miejscu pod względem liczby ludności, natomiast pod względem powierzchni na miejscu 1246.).